# Wołodymyr Szechowcow
Wołodymyr Wiktorowycz Szechowcow, ukr. Володимир Вікторович Шеховцов (ur. 3 grudnia 1963 w Charkowie) – ukraiński piłkarz, grający na pozycji bramkarza, trener piłkarski.

## Kariera piłkarska
Karierę piłkarską rozpoczął w mniej znanych amatorskich zespołach. W 1990 został zaproszony do Majaka Charków. W niepodległej Ukrainie do 1995 roku bronił barw klubu Oskił Kupiańsk. W 1997 zakończył karierę piłkarską w Łokomotywie Smiła.

## Kariera trenerska
Po zakończeniu kariery piłkarskiej rozpoczął karierę trenerską. Od 2004 pracował w sztabie szkoleniowym Heliosa Charków, pomagając Ihorowi Nadiejinowi trenować bramkarzy drużyny. Po odejściu Nadeina od lipca do 27 września 2005 prowadził samodzielnie Helios. Potem dalej pomagał trenować charkowski klub. Również od 27 września do grudnia 2007, od 14 do 26 kwietnia 2009 oraz od 13 do 28 września 2010 roku pełnił funkcję głównego trenera Heliosa. 16 kwietnia 2011 objął stanowisko głównego trenera klubu. 10 listopada 2012 podał się do dymisji.